# Vărădia (Caraș-Severin)

Lage der Gemeinde Vărădia im Kreis Caraș-Severin

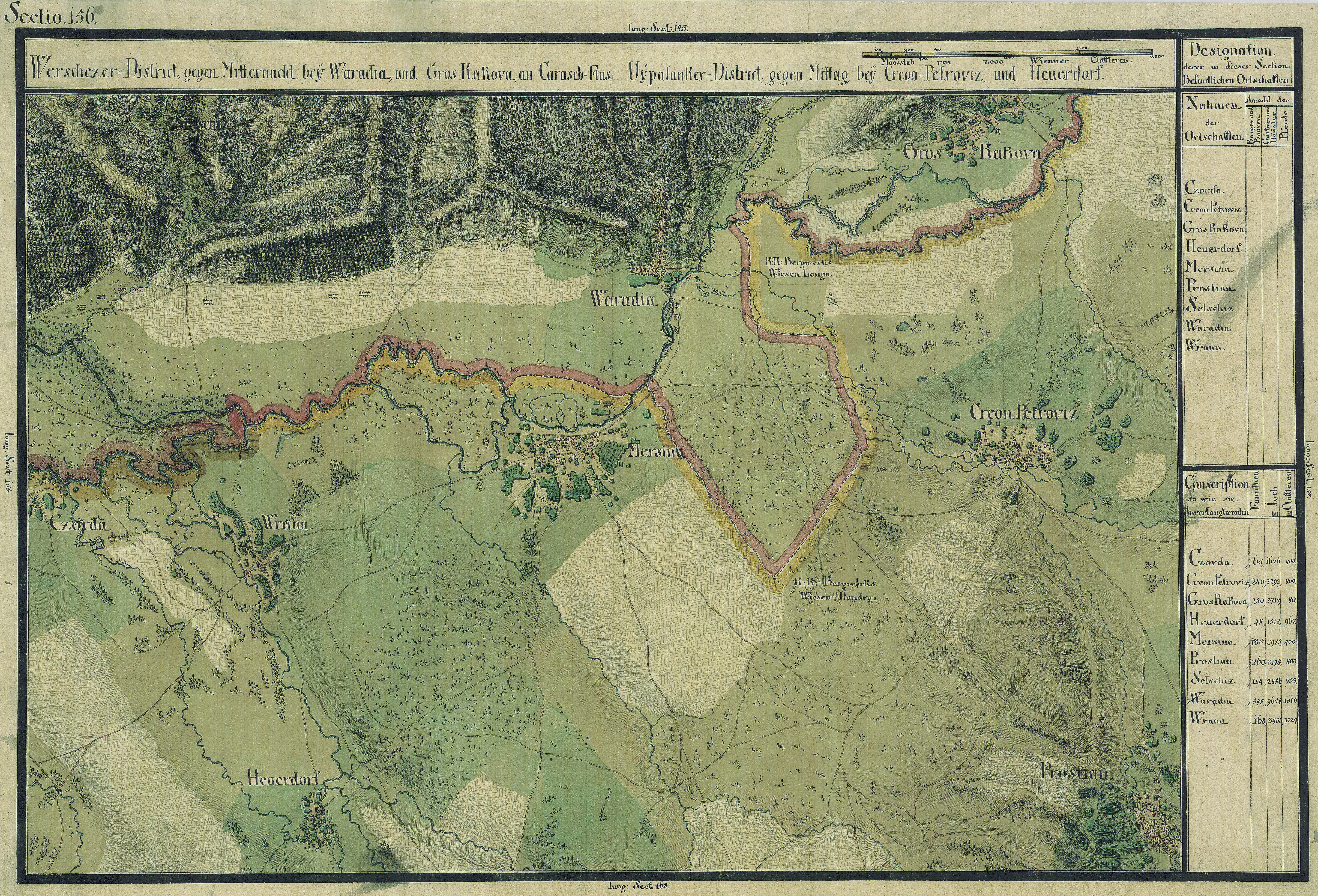
Josephinische Landesaufnahme

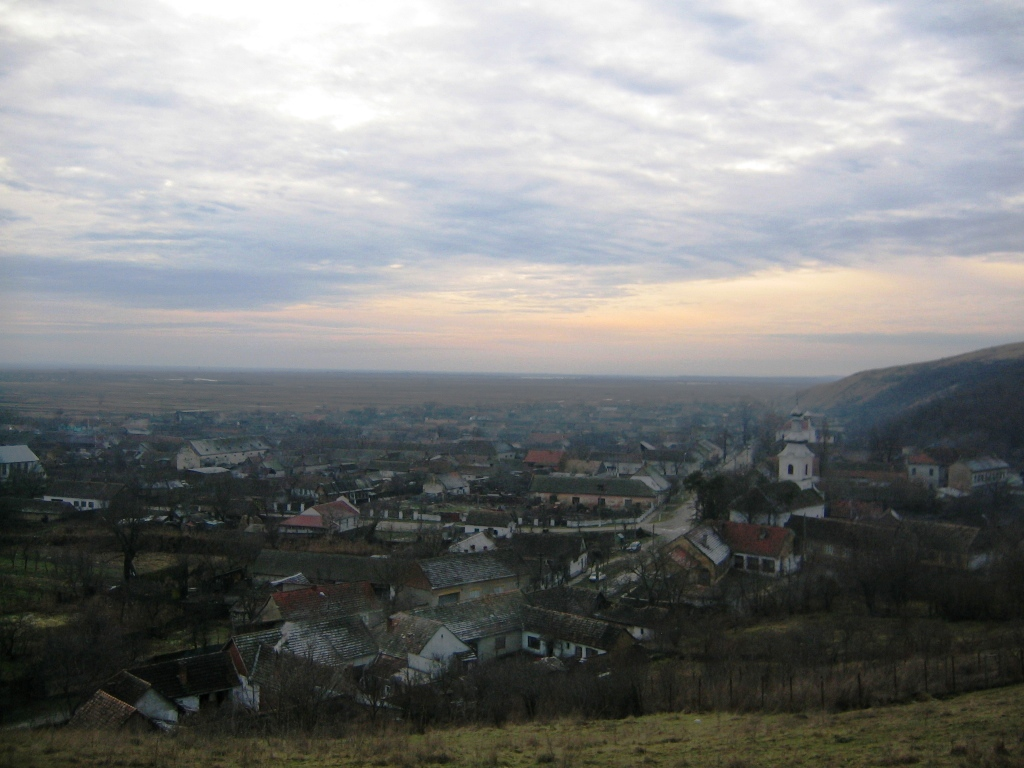
Vărădia

Vărădia (deutsch Waradia, ungarisch Varadia) ist eine Gemeinde im Kreis Caraș-Severin in der Region Banat in Rumänien. Zur Gemeinde Vărădia gehört auch das Dorf Mercina.

## Geografische Lage
Vărădia liegt im Westen des Kreises Caraș-Severin an der Grenze zu Serbien. Die Ortschaft befindet sich an der Kreisstraße DJ 573A, in 76 km Entfernung von Reșița und 19 km von Oravița.

## Nachbarorte
| Gudurica | Comorăște                                   | Grădinari |
| Vršac    | Kompassrose, die auf Nachbargemeinden zeigt | Greoni    |
| Vrani    | Mercina                                     | Broșteni  |

## Geschichte
Während der Dakerzeit befand sich auf dem Dealul Chilii eine Festung. Diese wird teilweise mit dem Ortsnamen Argedava in Verbindung gebracht, der aus einer fragmentarischen antiken Inschrift bekannt ist und als möglicher Hauptort der Daker diskutiert wird. Die Römer errichteten dann an dieser Stelle (später im Bereich Pustă Rovina) das Kastell Vărădia als Bestandteil der Festungskette des dakischen Limes. Sowohl bei Ptolemäus als auch auf der Tabula Peutingeriana wird der Ort erwähnt. Die Identität von Arcidava mit Vărădia ist jedoch insofern nicht gänzlich gesichert, als entsprechende epigraphisch verwertbare Funde vor Ort fehlen.
Eine erste urkundliche Erwähnung der Ortschaft stammt aus dem Jahr 1390. Im Jahr 1453 gehörte das Gut Petru Deschi. In den Aufzeichnungen des Gelehrten Luigi Ferdinando Marsigli von 1690–1700 gehörte die Siedlung zum Distrikt Werschetz. Auf der Josephinischen Landaufnahme von 1717 ist der Ort Waradia mit 180 Häusern eingetragen.
Nach dem Frieden von Passarowitz (1718) war die Ortschaft Teil der Habsburger Krondomäne Temescher Banat. Während der Habsburger Zeit gehörte das Dorf abwechselnd zum Distrikt Karasch, zum Distrikt Severin und 1779 sogar zum Distrikt Temesch. 1832 gelang das Gut in den Besitz von Teodor Baich und blieb ein Jahrhundert im Besitz seiner Familie.
Infolge des Österreichisch-Ungarischen Ausgleichs (1867) wurde das Banat dem Königreich Ungarn innerhalb der Doppelmonarchie Österreich-Ungarn angegliedert. Die amtliche Ortsbezeichnung war Varadia.
Der Vertrag von Trianon vom 4. Juni 1920 hatte die Dreiteilung des Banats zur Folge, wonach Vărădia an das Königreich Rumänien fiel.

## Bevölkerungsentwicklung
| 1880 | 5108 | 4839 | 114 | 115 | 40             |
| 1910 | 4809 | 4389 | 191 | 130 | 99             |
| 1930 | 3624 | 3365 | 20  | 86  | 153            |
| 1977 | 1898 | 1708 | 10  | 11  | 169            |
| 2002 | 1534 | 1240 | 11  | 7   | 276            |
| 2011 | 1371 | 935  | 14  | 6   | 416 (333 Roma) |
| 2021 | 1364 | 810  | 5   | -   | 549 (390 Roma) |

## Persönlichkeiten
- Coriolan Drăgulescu (1907–1977), Chemiker, Mitglied der Rumänischen Akademie[7]